# Glenview (Kentucky)
Glenview város az USA Kentucky államában, Jefferson megyében. Lakosainak száma 596 fő (2020. április 1.).

## Népesség
A település népességének változása:
| Lakosok száma | 558  | 531  | 596  |
|               | 2000 | 2010 | 2020 |